# Людина без обличчя (фільм)
«Людина без обличчя»  (англ. The Man Without a Face)  — американський драматичний фільм 1993 року. Дебютна режисерська робота Мела Гібсона, екранізація однойменного роману Ізабель Голланд. Робота Гібсона здобула безліч шанобливих відгуків від критиків.

## Сюжет
Дванадцятирічний Чак живе разом із матір'ю і двома сестрами — Глорією і Меган від різних чоловіків. Атмосфера, що панує між дітьми, робить Чака циніком і нахабою. Але одного разу він знайомиться з Джастіном Маклаудом — таємничим відлюдником зі спотвореним обличчям. Про цю людину ходять неймовірні чутки. Дехто в маленькому містечку навіть вважає його шаленим монстром-убивцею.
Попри це, між Чаком і Джастіном виникає справжня щира дружба. Несподівано для себе, хлопчик дізнається, що у катастрофі, в якій постраждало обличчя Маклауда, загинув його учень. Чак вирішує дізнатися істину, і розкрити завісу над таємничим минулим свого нового наставника.

## Виробництво
«Людина без обличчя» був знятий на острові Дір, штат Мен, і став дебютним для Ніка Стала. Мел Гібсон спершу планував бути тільки режисером фільму, запросивши трьох акторів на проби виконавця головної ролі — Джастіна Маклауда. Однак через труднощі, пов'язані із забезпеченням фінансування, Гібсон вирішив сам знятися у фільмі.
Сцени, які відбуваються в школі, були зняті в Брансвіку, а саме в Боудін-коледжі та місцевій школі.

## У ролях
| Актор           | Роль                 |
| --------------- | -------------------- |
| Мел Гібсон      | Джастін Маклауд      |
| Нік Стал        | Чак Норстадт         |
| Маргарет Віттон | Кетрін Пейлін        |
| Фей Мастерсон   | Глорія Норстадт      |
| Ґебі Гофманн    | Меган Норстадт       |
| Джефрі Льюїс    | шеф Вейн Старк       |
| Майкл Де Луїз   | Дуглас               |
| Річард Масур    | професор Карл Гартлі |
| Джин Де Баєр    | місіс Ленсінг        |
| Джастін Кенью   | Роб Ленсінг          |